# Waldenburg (Zwickau)
Waldenburg (pronunciación en alemán: /ˈvaldn̩ˌbʊʁk/ⓘ) es una ciudad situada en el distrito de Zwickau, en el estado federado de Sajonia (Alemania). Tiene una población estimada, a fines de noviembre de 2021, de 3934 habitantes.